# Galinsoor
Galinsoor este un oraș din regiunea Mudug, Somalia. Are două spitale.